# Vanguardismo (leninismo)
No contexto da teoria da luta revolucionária leninista, o vanguardismo é uma estratégia pela qual as secções mais conscientes e politicamente mais avançadas do proletariado ou da classe trabalhadora, descritas como a vanguarda revolucionária, formam organizações de modo a atrair secções maiores da classe trabalhadora para a política revolucionária e servir como manifestações do poder político proletário contra a burguesia.

## Fundações
Vladimir Lenin (Vladimir Ilyich Ulyanov) popularizou o vanguardismo político como conceptualizado por Karl Kautsky, detalhando o seu pensamento numa das suas obras anteriores, Que Fazer?. Lenin argumentou que a complexidade do marxismo e a hostilidade do establishment (o estado autocrático e semifeudal da Rússia Imperial) exigiam um grupo de indivíduos unidos, retirados da vanguarda da classe trabalhadora, para salvaguardar a ideologia revolucionária dentro das circunstâncias particulares apresentadas pelo regime czarista da época. Enquanto Lenin desejava uma organização revolucionária semelhante ao contemporâneo Partido Social Democrata da Alemanha, aberto ao público e mais democrático em organização, a autocracia russa impediu que tal acontecesse.
Os leninistas argumentam que o partido de vanguarda ideal de Lenin seria aquele em que a adesão está completamente aberta: "Os membros do Partido são aqueles que aceitam os princípios do programa do Partido e dão ao Partido todo o apoio possível". Este partido poderia, em teoria, ser completamente transparente: "toda a arena política é tão aberta ao público como um palco de teatro para o público". Um partido que supostamente implementou a democracia a tal ponto que "o controlo geral (no sentido literal do termo) exercido sobre cada acto de um homem do partido no campo político traz à existência um mecanismo de funcionamento automático que produz o que em biologia é chamado de "sobrevivência do mais apto"". Este partido estaria completamente aberto aos olhos do público enquanto conduzia as actividades que consistiriam principalmente em educar o proletariado para remover a falsa consciência que neles tinha sido incutida.
Na sua primeira fase, o partido de vanguarda existiria por duas razões. Em primeiro lugar, protegeria o marxismo da corrupção externa de outras ideias, bem como avançaria os seus conceitos. Em segundo lugar, educaria o proletariado sobre marxismo, de modo a purificá-los da sua "falsa consciência individual" e a inculcar neles a revolucionária "consciência de classe".
A nossa tarefa não é defender a degradação do revolucionário ao nível de um amador, mas sim "elevar os amadores ao nível de revolucionários".
Se o partido tiver sucesso neste objectivo, na véspera da revolução, uma massa crítica da população da classe trabalhadora estaria preparada para iniciar a transformação da sociedade. Além disso, um grande número deles, nomeadamente os seus membros mais dedicados, pertenceriam aos quadros do partido como revolucionários profissionais, e seriam eleitos para posições de liderança pelos membros do partido de massas. Assim, a organização incluiria rapidamente toda a classe trabalhadora.
Assim que o proletariado ganhasse consciência de classe e assim estivesse preparado para se revoltar contra as classes dirigentes, o partido de vanguarda serviria outro propósito. O partido coordenaria o proletariado através da sua revolução, actuando como uma espécie de centro de comando militar. Esta é, segundo os leninistas, uma função vital, uma vez que as revoluções em massa podem por vezes ser facilmente esmagadas pelos militares disciplinados das classes dirigentes. Os vanguardistas serviriam como comandantes da revolta, escolhidos para as suas posições por "selecção natural democrática".[citação necessária]
Na opinião de Lenine, após a revolução, a classe trabalhadora implementaria a ditadura do proletariado para governar o novo estado operário através da primeira fase do comunismo, o socialismo. Aqui pode dizer-se que a vanguarda desaparece, já que toda a sociedade é agora constituída por revolucionários.

## Partido político
Um partido de vanguarda é um partido político na linha da frente de um movimento político de acção em massa e de uma revolução. Na práxis da ciência política, o conceito de partido de vanguarda, composto por revolucionários profissionais, foi realizado pela primeira vez pelo Partido Bolchevique na Revolução Russa de 1917. Lenin, o primeiro líder dos bolcheviques, cunhou o termo partido de vanguarda, e argumentou que tal partido era necessário para proporcionar a liderança prática e política que impelisse o proletariado a alcançar uma revolução comunista. Assim, como conceito e termo político-científico, o partido de vanguarda está mais frequentemente associado ao Leninismo; contudo, conceitos semelhantes (com nomes diferentes) também estão presentes noutras ideologias revolucionárias.
Friedrich Engels e Karl Marx apresentaram o conceito de partido de vanguarda como único qualificado para liderar politicamente o proletariado em revolução; no Capítulo II: "Proletários e Comunistas" do Manifesto do Partido Comunista (1848), disseram eles:

Os comunistas diferenciam-se dos demais partidos proletários apenas pelo facto de que, por um lado, nas diversas lutas nacionais dos proletários eles acentuam e fazem valer os interesses comuns, independentes da nacionalidade, do proletariado todo, e pelo facto de que, por outro lado, nos diversos estádios de desenvolvimento por que a luta entre o proletariado e a burguesia passa, representam sempre o interesse do movimento total.

Os comunistas são, pois, na prática [praktisch], o sector mais decidido, sempre impulsionador, dos partidos operários de todos os países; na teoria, eles têm, sobre a restante massa do proletariado, a vantagem da inteligência das condições, do curso e dos resultados gerais do movimento proletário.

O objectivo mais próximo dos comunistas é o mesmo do que o de todos os restantes partidos proletários: formação do proletariado em classe, derrubamento da dominação da burguesia, conquista do poder político pelo proletariado."
 Segundo Lenin, o objectivo do partido de vanguarda é estabelecer a ditadura do proletariado; isto é, a governação da classe trabalhadora. A mudança da classe dominante, da burguesia para o proletariado, torna possível o pleno desenvolvimento do socialismo. No início da Rússia do século XX, Lenin argumentou que o partido de vanguarda levaria a revolução a depor o governo czarista em exercício, e a transferir o poder do governo para a classe trabalhadora. No panfleto Que Fazer? (1902), Lenin disse que um partido de vanguarda revolucionário, na sua maioria recrutado da classe trabalhadora, deveria liderar a campanha política, porque era a única forma de o proletariado conseguir uma revolução; ao contrário da campanha economista de luta sindical defendida por outros partidos políticos socialistas e mais tarde pelos anarco-sindicalistas. Tal como Karl Marx, Lenin distinguiu entre os dois aspectos de uma revolução, a campanha económica (greves laborais por aumento de salários e concessões de trabalho), que apresentava uma liderança plural difundida; e a campanha política (mudanças socialistas na sociedade), que apresentava a liderança revolucionária decisiva do partido de vanguarda bolchevique.